# برایتون شاربینو
برایتون شاربینو (انگلیسی: Brighton Sharbino؛ زادهٔ ۱۹ اوت ۲۰۰۲) بازیگر اهل ایالات متحده آمریکا است.
او خواهر کوچکِ سَـکسن شاربینو است.
از فیلم‌ها یا مجموعه‌های تلویزیونی که وی در آن‌ها نقش داشته است، می‌توان به کتاب جنگل، مردگان متحرک، هانا مونتانا، ان‌سی‌آی‌اس، روزی روزگاری و کارآگاه حقیقی اشاره نمود.